# Straßenbahn Mülheim/Oberhausen
Die Straßenbahn in den Städten Mülheim an der Ruhr und Oberhausen hatte eine zunächst getrennte Geschichte.
Ab dem Jahr 1897 verkehrte sowohl in Mülheim an der Ruhr als auch in Oberhausen eine meterspurige elektrische Straßenbahn. Nachdem im Jahr 1974 die letzte Straßenbahnstrecke auf Oberhausener Stadtgebiet stillgelegt worden war, wurde 1996 der Straßenbahnverkehr in Oberhausen wieder aufgenommen, der seitdem ein Teil des Mülheimer Straßenbahnsystems ist.
In Mülheim an der Ruhr begann in den 1970er Jahren der Stadtbahnbau. Im Ergebnis wurde eine Straßenbahnstrecke durch eine normalspurige Stadtbahnstrecke ersetzt sowie zwei Straßenbahnlinien im Innenstadtbereich durch den Stadtbahn-Tunnel geführt. Die anderen Linien verblieben weiterhin oberirdisch und sahen sich nach dem Jahr 2000 von einer Spardiskussion bedroht, die zu mehreren Betriebseinstellungen führte.
Zurzeit verkehren auf dem 36,2 Kilometer langen Streckennetz drei meterspurige Linien. Außerdem verkehren in Mülheim jeweils eine Linie der normalspurigen Straßenbahn Duisburg und der normalspurigen Stadtbahn Essen.

## Geschichte

### Straßenbahn in Mülheim an der Ruhr

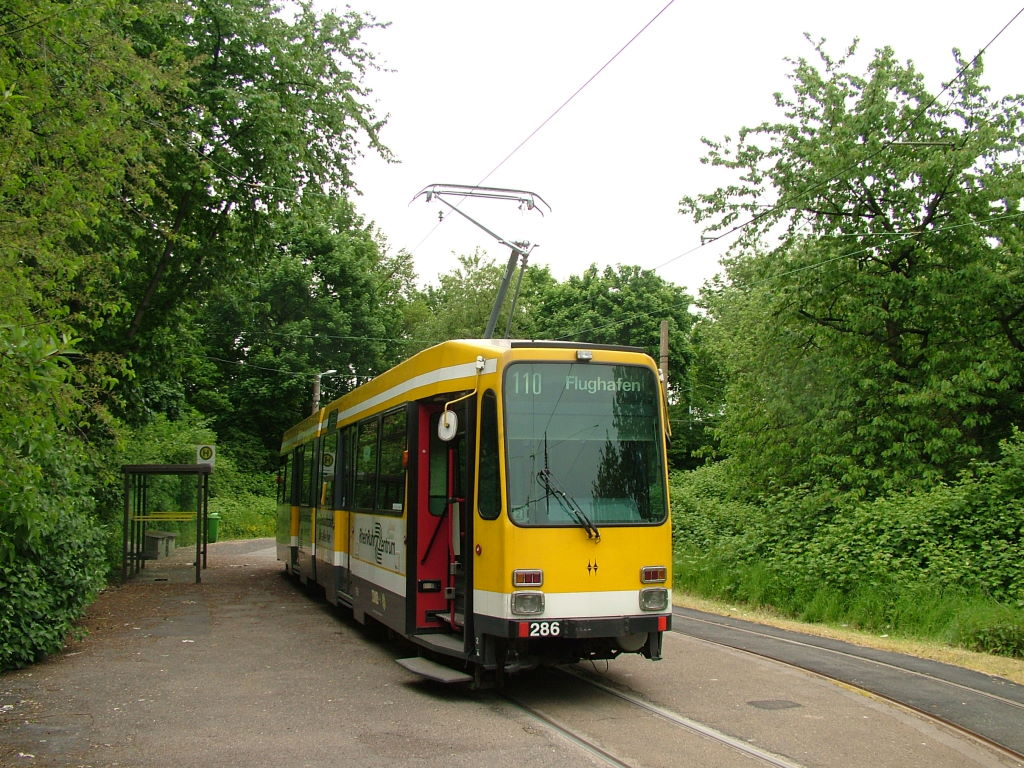
Ein Stadtbahnwagen der MVG auf der Linie 110 (eingestellt)

Die ersten Planungen für den Bau einer elektrischen Straßenbahn in Mülheim gehen auf die 1890er Jahre zurück. Man beabsichtigte, die umliegenden Gemeinden an die Stadt Mülheim anzuschließen. Ein Hintergedanke war, dadurch Eingemeindungen dieser Orte zu erleichtern. Am 9. Juli 1897 wurden die Strecken von Kahlenberg über die Stadtmitte und Styrum nach Oberhausen und von der Stadtmitte bis zur Grenze nach Heißen eröffnet. Besonders die Strecke nach Oberhausen zeichnete sich, bedingt durch drei zu kreuzende Eisenbahnstrecken, durch besondere Unpünktlichkeit und immense Verspätungen aus.
Die Strecke nach Heißen wurde am 20. November 1889 bis Heißen, Kirche verlängert. Am 10. Juli 1900 wurde eine weitere Strecke von Eppinghofen über Dümpten nach Lipperheidebaum in Betrieb genommen. Diese Strecke hatte keine direkte Linienverbindung zum übrigen Netz, das Verbindungsgleis in der Aktienstraße wurde nur für Betriebsfahrten genutzt. In den folgenden Jahren kam es, bedingt durch die Eingemeindungen von Broich, Dümpten (Oberdümpten), Heißen, Holthausen, Saarn, Speldorf und Styrum (Oberstyrum) aus dem ehemaligen Landkreis Mülheim an der Ruhr zu Erweiterungen des Streckennetzes.
Alstaden, Unterdümpten und Unterstyrum wurden nach Oberhausen (Rheinland) eingemeindet, die Strecken in Unterdümpten und Unterstyrum gehörten aber weiter der Mülheimer Straßenbahn und wurden auch von ihr betrieben.
| Eröffnungsdatum   | Strecke                                              |
| ----------------- | ---------------------------------------------------- |
| 4. Januar 1910    | Verlängerung in Eppinghofen                          |
| 22. März 1910     | Eppinghofen – Holthausen                             |
| 13. Oktober 1910  | Heißen – Grenze Essen-Frohnhausen                    |
| 5. Februar 1911   | Beseitigung der Bahnübergänge in Richtung Oberhausen |
| 13. Mai 1911      | Bahnhof Mülheim – Bahnhof Styrum – Styrum Poststraße |
| 1. Juni 1911      | Stadtmitte – Saarn                                   |
| 11. Juni 1911     | Saarn – Waldschlösschen                              |
| 15. Juni 1911     | Hauptbahnhof Duisburg – Stadtmitte Mülheim           |
| 20. Dezember 1911 | Wilhelmsplatz – Dimbach                              |
| 20. Dezember 1911 | Holthausen – Hustadtstraße                           |
| 7. April 1912     | Waldschlösschen – Uhlenhorst                         |
| 20. Juli 1913     | Holthausen – Steinknappenweg                         |
| 1. Mai 1915       | Essen-Frohnhausen – Essen Stadtmitte                 |

Somit hatten die Straßenbahnbetriebe Mülheim zu Beginn des Jahres 1914 37,4 Kilometer Strecken, auf denen sie neun Linien betrieb. Während des Ersten Weltkrieges nimmt die Straßenbahn in Mülheim, wie in anderen Städten auch, den Güterverkehr auf. Diese führte zu einer Verringerung des Personenverkehrs.
Die nächste Streckenerweiterung kam am 29. Juli 1919, als man die Strecke von der Aktienstraße nach Borbeck eröffnete. Damit war ein weiterer Anschluss an das Netz in Essen hergestellt. In den 1920er Jahren nahm man weitere Strecken in Betrieb:
| Eröffnungsdatum   | Strecke                           |
| ----------------- | --------------------------------- |
| 10. Juli 1924     | Hustadtstraße – Neuen Friedhof    |
| 5. Juni 1927      | Neuen Friedhof – Windmühlenstraße |
| 23. November 1928 | Windmühlenstraße – Flugplatz      |
| 23. November 1928 | Dimbeck – Werdener Weg            |

Bis zum Zweiten Weltkrieg betrieb die Straßenbahn zehn Linien. Ab dem 15. September 1939 kam es durch den Krieg zu Einschränkungen. 1942 führte man eine weitere Umgestaltung des Liniennetzes durch, um die verbliebenen Wagen besser ausnutzen zu können und den Betrieb weiter aufrechtzuerhalten. 1943 kam es nach der Beseitigung der Trümmer durch die Bombardierungen zu einer Verbreiterung der Eppinghofer Straße, so dass man hier einen zweigleisigen Ausbau vornahm. Zwischen dem 27. März und dem 23. April 1945 wurde der Verkehr wegen der Kriegshandlungen ausgesetzt. Am 28. Juni 1950 waren, nachdem die Kriegsschäden beseitigt und die notwendigen Brücken wieder errichtet waren, der Wiederaufbau abgeschlossen. Die Straßenbahnbetriebe Mülheim betrieben zu diesem Zeitpunkt neun Linien.
Am 29. November 1951 wurde die Strecke von Eppinghofen nach Dümpten mit einer neuen Strecke nach Oberdümpten auf eigenem Gleisbett verlängert. Die alte Strecke zum Lipperheidebaum zur damaligen Zeche Oberhausen (Heute Stadtteil Bermensfeld) wurde eine Zeit lang noch von der damaligen Haltestelle Bürgermeisteramt Dümpten bis Oberhausen-Dümpten, Wehrstraße, mit einem alten pendelnden Triebwagen betrieben. Nachdem man in Mülheim begonnen hatte, Großraumwagen einzuführen, war man gezwungen, an den Endstellen Wendeschleifen oder Wendedreiecke zu bauen, da die Wagen nur für den Einrichtungsverkehr eingerichtet waren. 1954 wurde die Strecke in der Innenstadt aus der Schloßstraße in die Leineweberstraße verlegt. Zudem wurde ab dem Jahr 1958 die B 1, die heutige A 40, zu einer Schnellstraße ausgebaut, auf der die Straßenbahn einen eigenen Bahnkörper in der Mitte der Straße erhielt.
In den 1960er Jahren begann man damit, einige Straßenbahnlinien auf den Omnibusbetrieb umzustellen. Es wurden die Strecken von Styrum nach Raffelberg, von der Stadtmitte nach Saarn und von der Stadtgrenze in Landwehr nach Oberhausen aufgegeben. Somit gab es Anfang der 1970er noch sechs Linien mit einer Linienlänge von 86,8 Kilometern Länge.

#### Tunnelbau für die Stadtbahn Rhein-Ruhr
Ab den 1970er Jahren begann man auch in Mülheim mit dem Versuch, die Straßenbahn in eine Stadtbahn umzubauen. Es sollten folgende Strecken gebaut werden:
| Strecke |
| --- |
| Essen – Heißen – Mülheim – Broich – Duisburg                                                                                                 |
| Oberhausen – Dümpten – Mülheim – Broich – Uhlenhorst – Saarn                                                                                 |
| Essen-Schönebeck – Aktienstraße – Mülheim – Flughafen – Essen-Bredeney (in der Form nur angedacht, in den weiteren Planungen dann verworfen) |

Mit dem Bau dieser Stadtbahnstrecken sollten alle Straßenbahnlinien bis auf die damalige Linie 13 (später 110, Hauptfriedhof – Kahlenberg – Stadtmitte – Styrum Friesenstraße) auf Stadtbahn umgestellt werden.
Die schon bestehende Verbindung zwischen Essen und Mülheim sollte als erste als Vorzeige- und Versuchsstrecke zur Stadtbahnstrecke ausgebaut werden. Nach Umbaumaßnahmen in Essen und Mülheim ging im Dezember 1976 der Probebetrieb los. Am 29. Mai 1977 begann der reguläre Betrieb der U18 vom Wiener Platz (heute: Hirschlandplatz) in Essen bis Heißen, Kirche in Mülheim. Die Verlängerung bis Mülheim Hauptbahnhof ging am 3. November 1979 in Betrieb. Damit wurde der Straßenbahnverkehr auf diesem Streckenabschnitt eingestellt.
Ab dem 1. Januar 1980 waren die Straßenbahnbetriebe Mülheim an der Ruhr Mitglied im Verkehrsverbund Rhein-Ruhr. Um doppelte Liniennummern im Verbundgebiet zu vermeiden, erhielten sämtliche Linien neue Nummern, wobei Mülheim gemeinsam mit Essen der 100er-Bereich zugeordnet wurde.

Gleisplan der Mülheimer Innenstadt (Stand 2013)

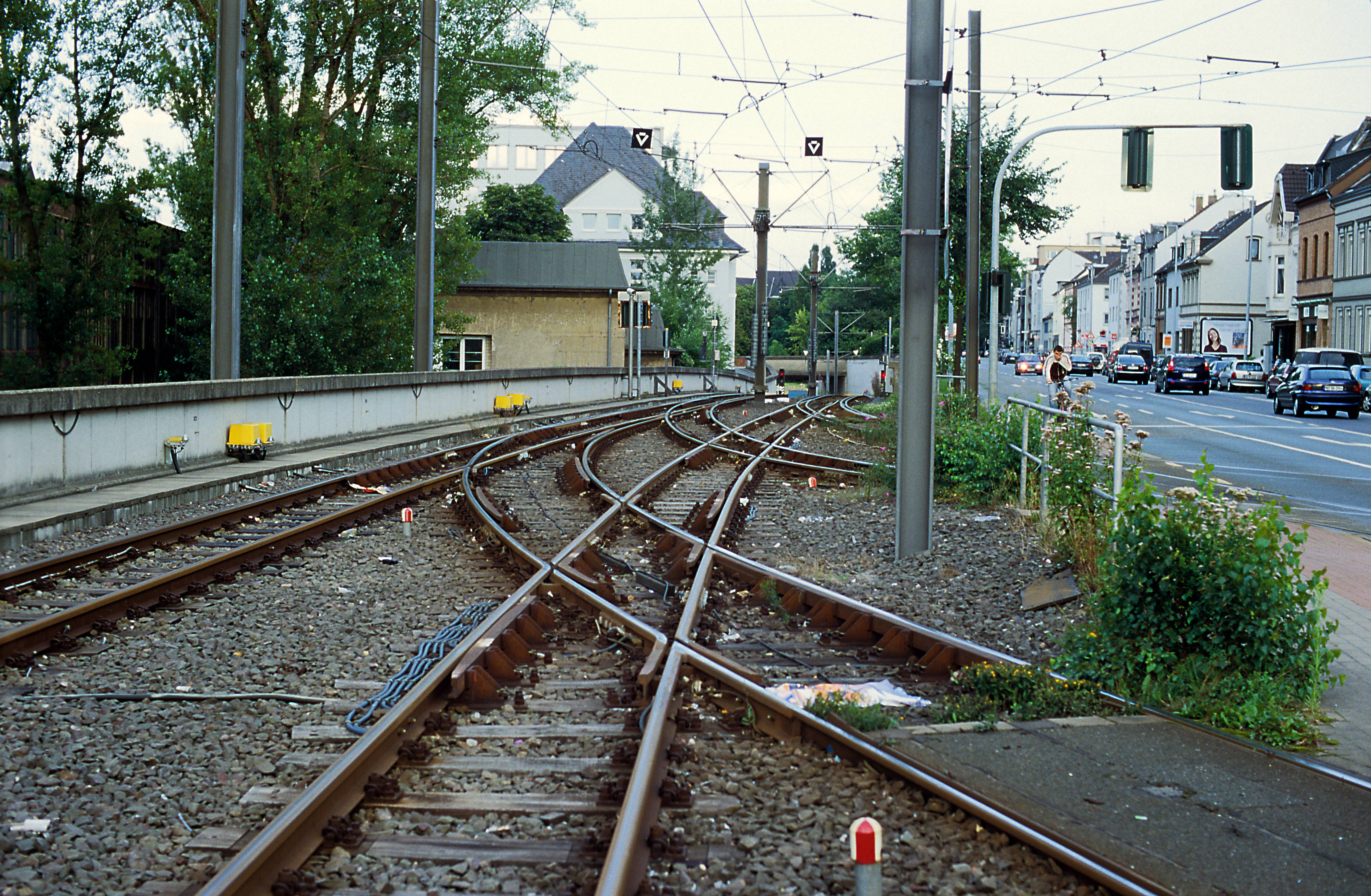
Trennung von Normal- und Meterspur in Broich: Hinten rechts zweigt die Meterspurstrecke nach Uhlenhorst ab, rechts vorne geht es regelspurig nach Duisburg, links meterspurig in den Betriebshof.

In den folgenden Jahren wurde die Linie 102 und die normalspurige Duisburger Linie 901 im Innenstadtbereich unter die Erde verlegt. Die Baumaßnahmen wurden 1996 abgeschlossen. Eine geplante Verbindung der Linie 901 aus Duisburg mit der U18 aus Essen wurde zum Teil aus finanziellen, hauptsächlich aber aus politischen Gründen nicht umgesetzt. Problematisch sind hier die unterschiedlichen Radsatzmaße und Zugsicherungssysteme. Während das Regelspurnetz in Essen als Modellstrecke der Stadtbahn Rhein-Ruhr mit Fernbahnprofil betrieben wird, sind bei den seit Anfang an regelspurigen Netzen der Duisburger Verkehrsgesellschaft und der Rheinbahn die Straßenbahnmaße belassen worden.
Als in den 1990er Jahren die Stadtwerke Oberhausen AG (STOAG) eine Renaissance der Straßenbahn in Oberhausen einleiteten, wurde die bis zur Stadtgrenze verlaufende Linie 112 auf Oberhausener Gebiet verlängert.

#### Stilllegungen nach 2010

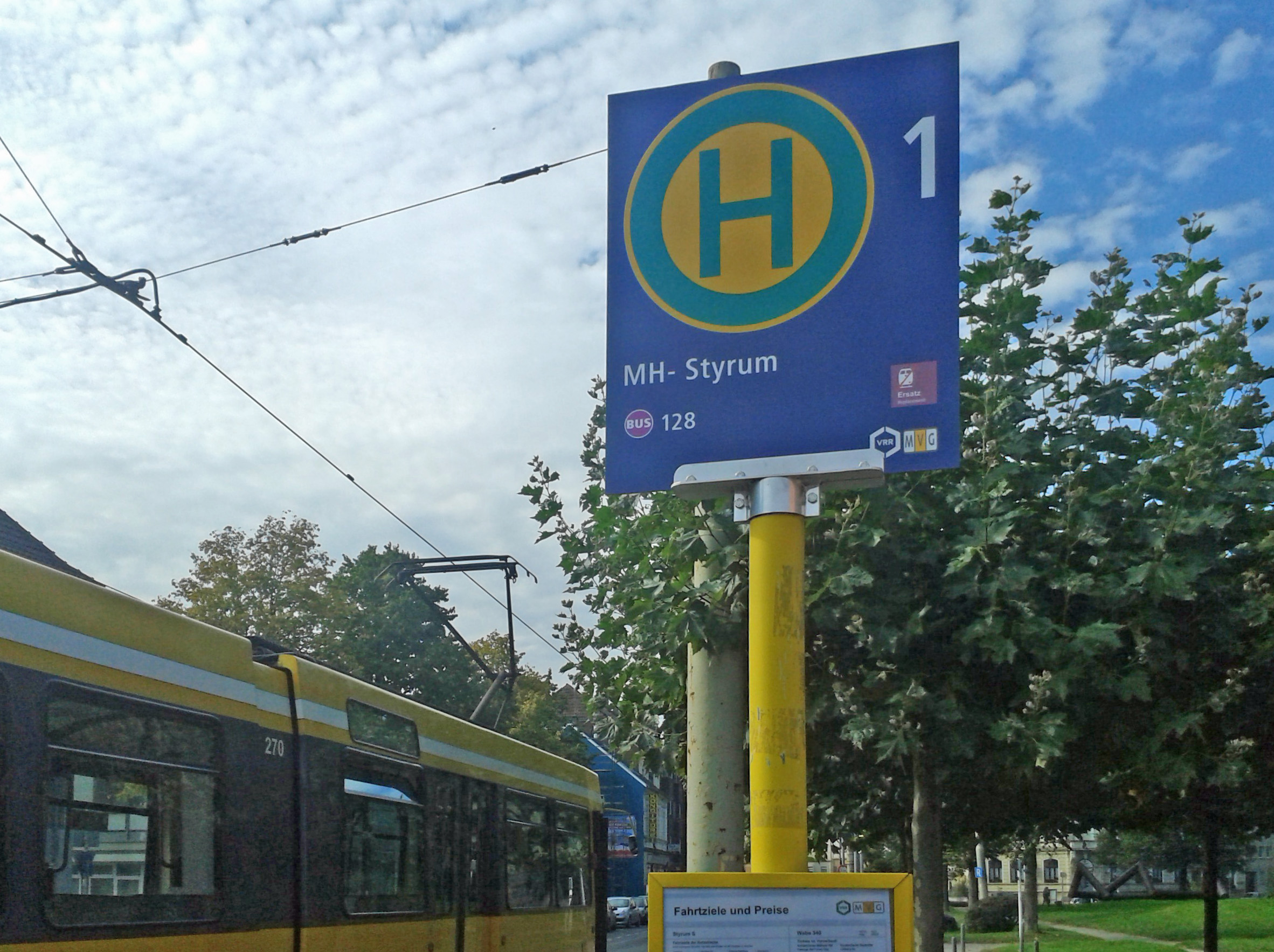
Am Tag der Einstellung hält ein Straßenbahnzug am Bahnhof Mülheim (Ruhr)-Styrum, das Schild weist die Haltestelle bereits als ausschließliche Bushaltestelle aus.

Am 2. April 2012 wurde die Linie 104 um den Abschnitt zwischen Hauptfriedhof und Flugplatz – offiziell aus technischen Gründen – verkürzt, weil die Stilllegung einer Genehmigung durch die Aufsichtsbehörde Bezirksregierung Düsseldorf bedurft hätte. Diese lehnte in der Folge mit Bescheid vom 14. März 2013 hier die dauerhafte Einstellung des Straßenbahnverkehrs ab. Die technischen Mängel seien „durch pflichtwidrige Unterlassung ordnungsgemäßer Unterhaltung herbeigeführt worden“. Trotzdem ist die Strecke seither dauerhaft ohne Schienenverkehr. Zum Flughafen fährt seither die Buslinie 130, welche am Hauptfriedhof, dem neuen Endpunkt der Straßenbahn 104, beginnt und weiter nach Essen-Haarzopf, Fulerum und zum Rhein-Ruhr-Zentrum verkehrt. Die Schienen sind (Stand 2023) weitgehend abgebaut.
Am 3. Oktober 2015 wurde der Streckenast der Linie 110 zwischen Thyssenbrücke und Wendeschleife Friesenstraße in Styrum stillgelegt. Auch hier haben Linienbusse die Bedienung übernommen.
Am 7. August 2023 wurde die Straßenbahnstrecke zwischen dem Evangelischen Krankenhaus (bis dahin Wertgasse) und Oppspring stillgelegt. Die Linie 104 soll bis zur Fertigstellung der Wendeanlage an der Haltestelle Evangelisches Krankenhaus 2024 an der Haltestelle Kaiserplatz enden. Den Betrieb über den Streckenabschnitt übernahm die Buslinie 130, die bis zum Mülheimer Hauptbahnhof verlängert wurde.

### Straßenbahn in Oberhausen

#### Das ehemalige Straßenbahnnetz (1897–1974)

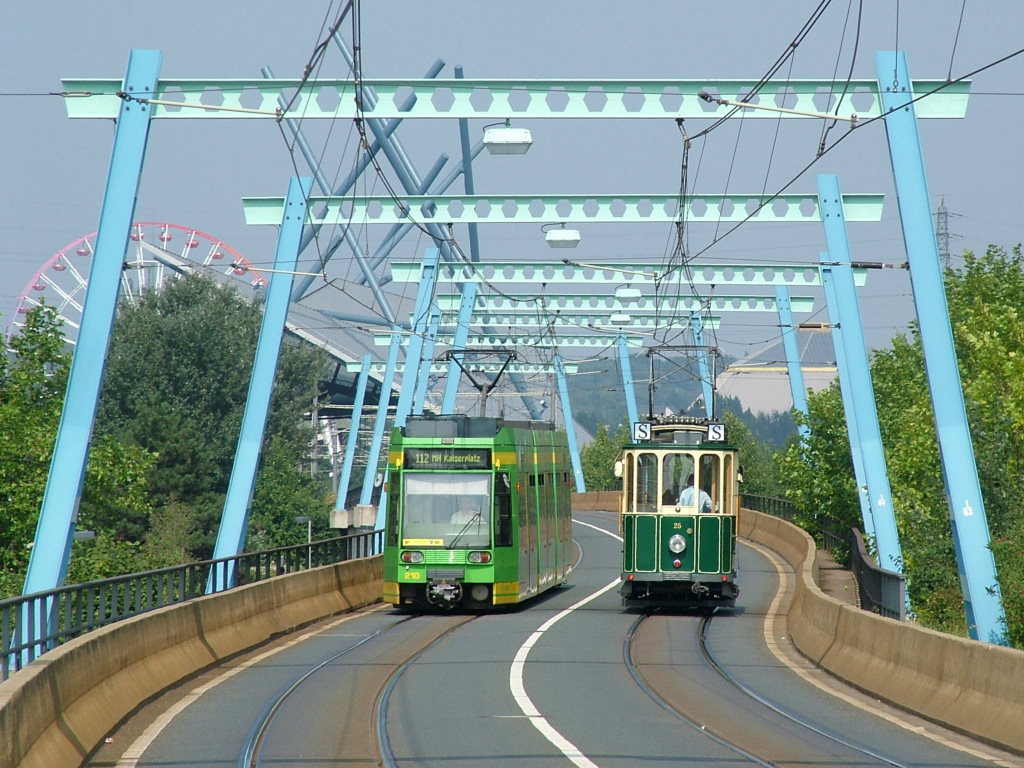
Geschichte und Gegenwart: Treffen der Straßenbahn-Generationen auf der neuen ÖPNV-Trasse Oberhausen

Zwischen dem Bahnhof Oberhausen an der 1847 in Betrieb genommenen Köln-Mindener Eisenbahn und dem heutigen Hauptbahnhof in Mülheim an der Ruhr an den Strecken der Bergisch-Märkischen Eisenbahn und der Rheinischen Eisenbahn verkehrte seit den 1890er Jahren regelmäßig ein Pferdeomnibus. Die ersten Pläne für eine Straßenbahn reichen bis in das Jahr 1893 zurück. Überlegungen, zusammen mit der Nachbarstadt Mülheim an der Ruhr einen gemeinsamen Betrieb aufzubauen, scheiterten. So begann das Unternehmen Siemens & Halske im Jahr 1896 mit dem Bau einer lokalen Straßenbahn von der Grenze der Gemeinden Styrum und Oberhausen, die am 4. April 1897 eröffnet wurde. Am 9. Juli 1897 wurde die 7,61 Kilometer lange Strecke bis zur Stadtgrenze nach Osterfeld um 1,2 Kilometer verlängert.
Um die eigenständigen Gemeinden im Umfeld von Oberhausen anzubinden und auch den Werksverkehr aus Oberhausen heraus besser bewältigen zu können, beschloss die Oberhausener Straßenbahn – der erste kommunale elektrische Straßenbahn-Betrieb in Deutschland – weitere Strecken zu errichten:
- 25. September 1897 Verbindung nach Sterkrade (3,7 Kilometer)
- 16. Dezember 1899 Strecke durch Oberhausen (4,8 Kilometer)
- 21. Dezember 1898 Verbindung Borbeck – SEG in Essen – Diese ein Kilometer lange Strecke und die am 12. Juli 1900 eröffneten zwei Kilometer verbanden erstmals die Betriebe in Essen, Mülheim und Oberhausen.

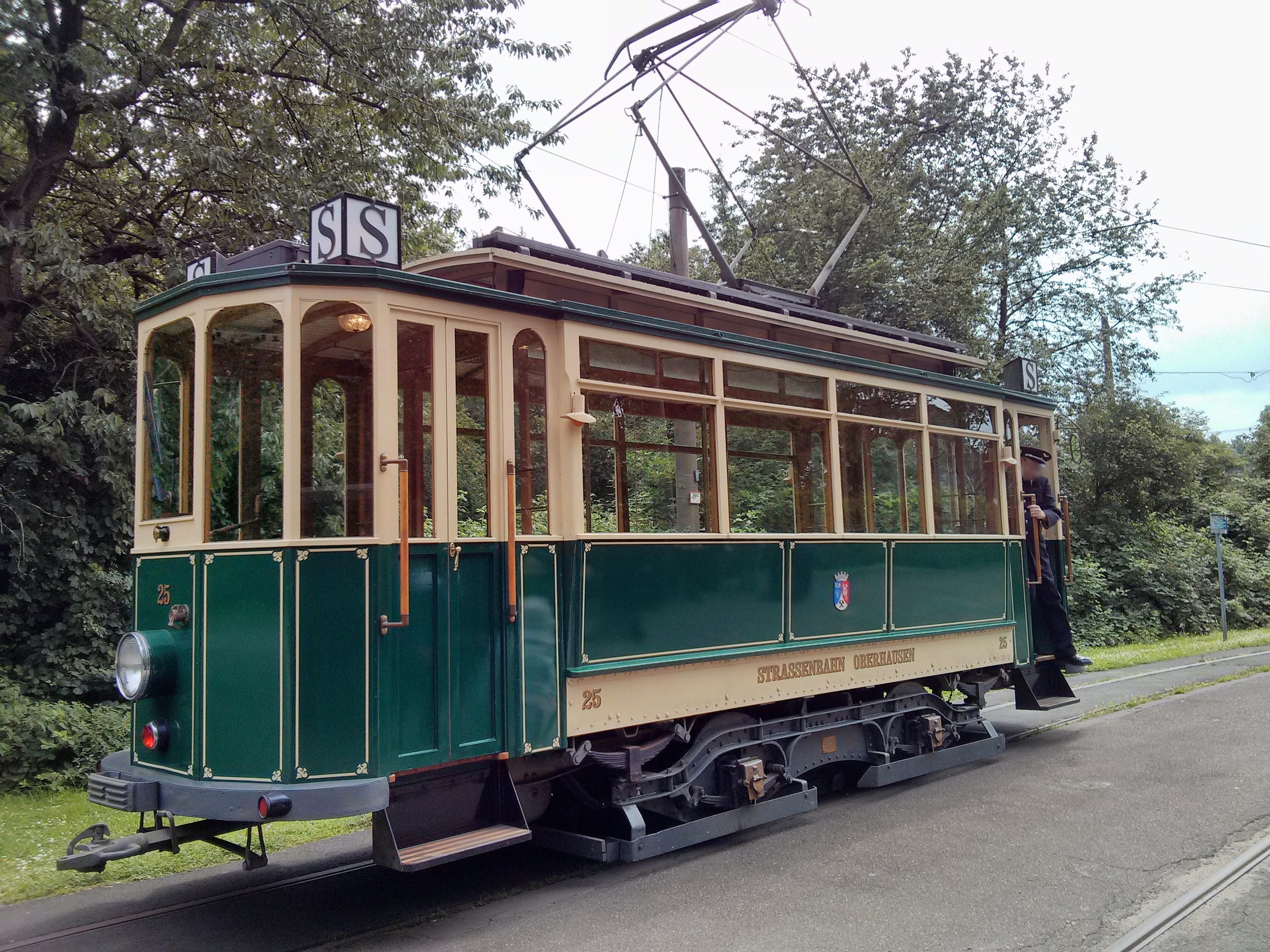
Restaurierter Triebwagen TW 25 von 1899

1901 konnten fünf Linien betrieben werden. Bis zum Jahr 1912 kam es nur zu kleineren Veränderungen. Es folgte der weitere Ausbau des insgesamt 23,3 Kilometer langen Streckennetzes:
- 14. Mai 1912 Anschluss der Zeche Hugo Haniel (2,4 Kilometer)
- 22. Oktober 1912 vom Hauptbahnhof nach Lirich (3,7 Kilometer)
- 23. Oktober 1913 von Sterkrade nach Buschhausen (2,8 Kilometer)
- 3. April 1915 Strecke zu einem Teil der Gemeinde Frintrop, der heute zu Dümpten gehört (2,6 Kilometer)

In diesem Netz verkehrten insgesamt vier Straßenbahnlinien.
Am 7. September 1919 wurde eine Strecke von Saarn über Styrum zum Bahnhofsvorplatz in Oberhausen eröffnet, die dort allerdings keinen Anschluss an das restliche Netz hatte.
In der wirtschaftlich schwierigen Phase der Hochinflation beschloss der Rat der Stadt Oberhausen, die Straßenbahn zum März 1923 stillzulegen. Da die Deutsche Reichsbahn allerdings aufgrund der Besetzung des Ruhrgebiets ihren Verkehr auf weiten Strecken einstellen musste, und die Straßenbahnen gezwungen waren, die Fahrgastbeförderung zu übernehmen, kam es nicht zu dieser Stilllegung.
In dieser Zeit begann auch der Gemeinschaftsverkehr mit den benachbarten Verkehrsbetrieben. Den Anfang machte eine Strecke nach Essen. Für diesen Zweck wurde extra eine Verbindung zwischen der Essener Straße in Oberhausen und der Knappenstraße in Essen hergestellt. Doch bereits am ersten Tag kam der Verkehr wieder zum Erliegen. Der Fahrdraht in Essen war so hoch aufgehängt, dass die Stromabnehmer der Fahrzeuge aus Oberhausen keinen Kontakt bekamen. Die Triebwagen aus Essen hatten für den Seitenausschlag der Fahrleitung in Oberhausen zu schmale Stromabnehmerschleifstücke, dadurch wäre es in Bögen zu Bügelentgleisungen gekommen. Erst nach den notwendigen Anpassungsarbeiten konnten die ersten Linien ihren Betrieb aufnehmen. Am 23. November 1928 begann man den Gemeinschaftsverkehr mit Mülheim an der Ruhr.
Als 1929 die Städte Osterfeld und Sterkrade mit Oberhausen vereinigt wurden, war die neue Stadt auch Eigentümerin der Strecken der Vestische Straßenbahnen GmbH geworden, mit der seitdem ebenfalls ein Gemeinschaftsverkehr bestand.
Obwohl die Stadt Oberhausen auch Eigentümerin der Gleisanlagen der Hamborner Straßenbahnen und der Ruhrorter Straßenbahn AG geworden war, bestand mit diesen beiden Betrieben im Gegensatz dazu nie ein Gemeinschaftsverkehr. Die Folge war, dass auf dem Gebiet der Stadt neben dem eigenen Betrieb noch Fahrzeuge von fünf weiteren Straßenbahnbetrieben verkehrten.
In den 1930er Jahren betrieb man in Oberhausen insgesamt acht Straßenbahnlinien.
1940 wurden die Anteile der ehemaligen Stadt Sterkrade an der Kreis Ruhrorter Straßenbahn AG und der Städtische Straßenbahnen Hamborn zur am 1. Januar 1940 gegründeten Duisburger Verkehrsgesellschaft AG verkauft. Am 23. Juni 1943 wurde durch einen schweren Bombenangriff der Betrieb in weiten Teilen des Netzes unmöglich und konnte bis 27. März 1945 nur noch provisorisch aufrechterhalten werden. Aufgrund der näherrückenden Front musste auch dieser unterbrochen werden. Am 20. April 1945 wurde auf sechs Linien der Verkehr wieder aufgenommen.
Bis zum Jahre 1960 konnte das Netz wieder aufgebaut und an zahlreichen Stellen erweitert werden, so dass 1960 mit 14 Linien und 38,3 Kilometern Streckenlänge, davon 24,5 Kilometer zweigleisig, die maximale Streckenlänge erreicht war.
Die folgende Tabelle zeigt die Linienverläufe der Oberhausener Straßenbahn im Jahre 1960.
|                         | Linienverlauf |
| ----------------------- | --- |
| 1                       | Holten Bf – Zeche Hugo – Sterkrade-Mitte – Werksgasthaus – Oberhausen Hbf – Oberhausen-Styrum – Bahnhof Mülheim-Styrum – Mülheim                                                             |
| 2                       | Buschhausen Bf – Buschhausen Mitte – Sterkrade Bf – Sterkrade-Mitte – Vestische Straße – Osterfeld Mitte – Osterfeld Süd Bf – Osterfelder Straße – Walzwerk – Werksgasthaus – Oberhausen Hbf |
| 3                       | Alstaden – Bebelstraße – Oberhausen Hbf – Knappenviertel – Hochöfen Essener Straße |
| 4                       | Lirich Westfriedhof – Oberhausen Hbf – Rolandstraße – Wehrplatz – Dümpten |
| 5                       | Oberhausen Hbf – Werksgasthaus – Walzwerk – Hochöfen Essener Straße – Lipperheidebaum – Grenze Frintrop – Essen                                                                              |
| 6                       | Lipperheidebaum – Mellinghofer Straße − Wehrplatz |
| 10                      | Buschhausen Abzw. Hamborn (Anschluss an Linie 2) – Hamborn |
| 10 (Vestische)          | Zeche Jacobi – Bergstraße – Osterfeld – Osterfeld Süd Bf – Bottrop |
| 11                      | Holten Bf – Holten Markt – Hamborn |
| 15 (Mülheim/Oberhausen) | Oberhausen Hbf – B223 – Mülheim – Wehrplatz |
| 17 (Vestische)          | Sterkrade Bf – Sterkrade Mitte – Zeche Jacobi – Bottrop |

1. 1 2 3  Die Haltestelle Werksgasthaus heißt heute TZU

#### Stilllegung des ersten Straßenbahnnetzes (ab 1963)
Bereits 1963 begann der Rückbau der ersten Straßenbahnstrecken auf Oberhausener Stadtgebiet. Mit fortschreitenden Streckenstilllegungen beschloss am 5. Juli 1965 der Rat der Stadt Oberhausen, die Straßenbahn vollständig einzustellen und den gesamten Betrieb durch Omnibusse zu ersetzen. Da aber geraume Zeit zuvor eine vertragliche Verpflichtung eingegangen wurde, die Strecke auf der neuen Trasse der Sterkrader Straße neu zu bauen, bekam Oberhausen am 14. Januar 1966 die erste Schnellstraßenbahnstrecke auf eigenem Bahnkörper. Sukzessive wurden jedoch bis zum 13. Oktober 1968 alle Straßenbahnlinien der Stadtwerke eingestellt. Als am 19. Oktober 1974 auch die Linie zwischen Klosterhardt und der Stadtgrenze nach Bottrop durch die Vestischen Straßenbahnen eingestellt wurde, war das Stadtgebiet schienenfrei.

#### Wiedereinführung der Straßenbahn (ab 1996)

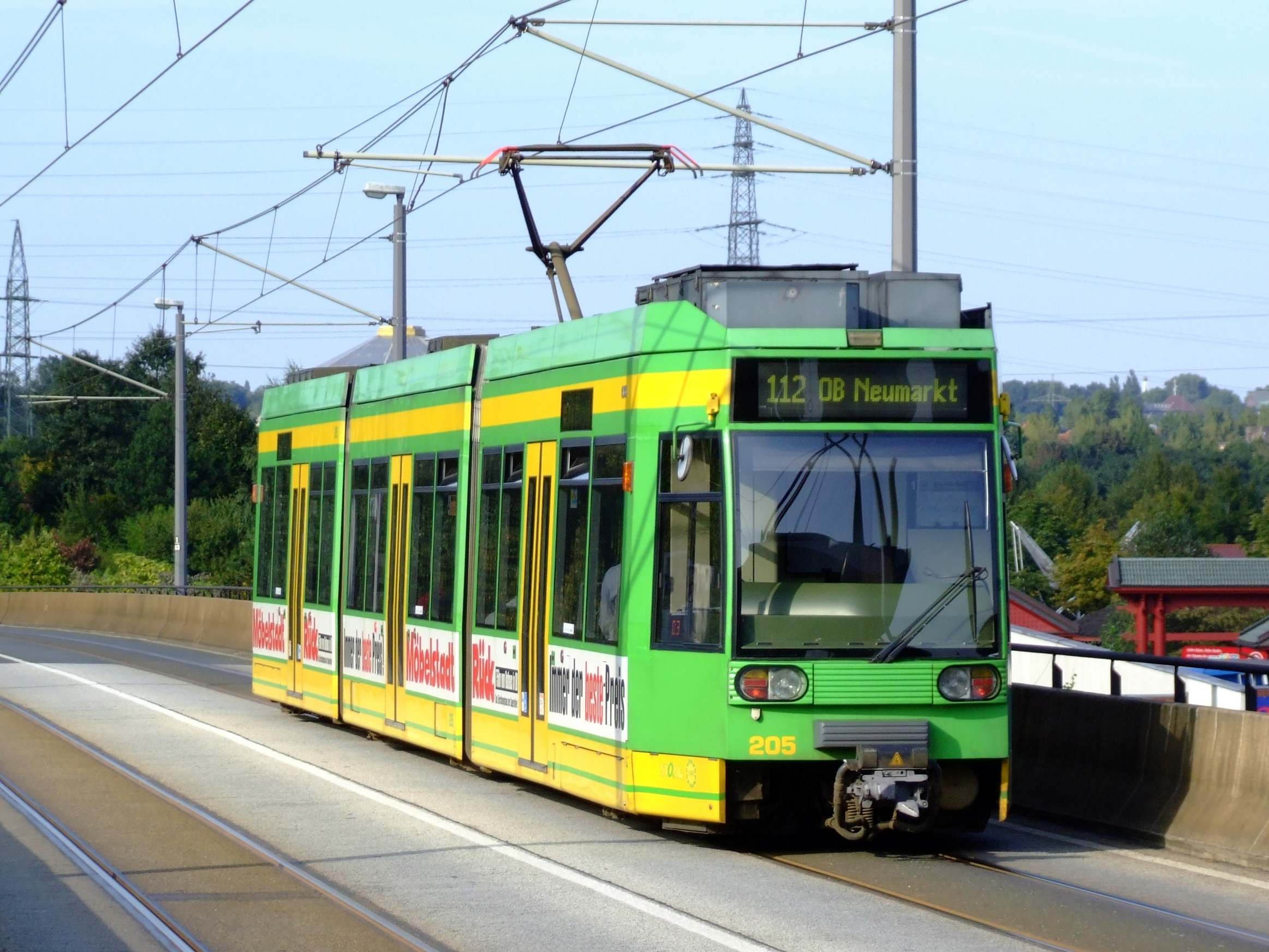
Wagen 205 auf der ÖPNV-Trasse nördlich der Haltestelle Neue Mitte in Fahrtrichtung Neumarkt (2008)

In den 1990er Jahren begann die Rückbesinnung auf die Straßenbahn. Im Zuge des Neubaus des CentrO in der Neuen Mitte auf einem ehemaligen Eisenhüttengelände fasste der Oberhausener Stadtrat am 7. Februar 1994 den Beschluss, die Straßenbahn wieder einzuführen. Damit ist Oberhausen die erste deutsche Stadt, die im Zuge der weltweiten Renaissance der Straßenbahn ein völlig neues Straßenbahnnetz eröffnete. Die Bauarbeiten begannen am 4. August 1994. Dabei wurde eine ehemalige Thyssen-Werksbahnstrecke zu der so genannten ÖPNV-Trasse Oberhausen umgebaut, auf der sowohl Straßenbahnen als auch Busse verkehren können. Die neue Strecke ist 8,4 Kilometer lang und verläuft ab der Mülheimer Haltestelle Landwehr entlang der Mülheimer Straße, Danziger Straße und Schwarzstraße zum Oberhausener Hauptbahnhof. Dort schwenkt sie in nordöstlicher Richtung auf den Bahndamm und verläuft parallel zu den Gleisen der Deutschen Bahn auf der ÖPNV-Trasse. Diese überquert die Buschhausener Straße und unterquert die Mülheimer Straße und folgt ab der Winkelriedstraße der ehemaligen Werksbahntrasse nach Norden. Sie verläuft in Hochlage über die Bahnstrecke Duisburg–Dortmund zur Neuen Mitte, quert den Rhein-Herne-Kanal, bedient den Stadtteil Eisenheim und erreicht parallel zur Bahnstrecke Oberhausen–Arnhem die Stumpfendstelle am Bahnhof in Sterkrade. Am 1. Juni 1996 verkehrte der offizielle Eröffnungszug von Mülheim aus über die Stadtgrenze nach Oberhausen. Im ersten Betriebsjahr verkehrte ab der Mülheimer Endstelle Landwehr nur jede zweite Bahn weiter nach Oberhausen, so dass die Linie 112 nur im 20-Minuten-Takt den Abschnitt Mülheim Landwehr – Oberhausen Hauptbahnhof – Neue Mitte – Bahnhof Oberhausen-Sterkrade befuhr. Zur Verdichtung auf einen 10-Minuten-Takt wurde zusätzlich die Linie 116 zwischen Oberhausen Hauptbahnhof und Bahnhof Sterkrade eingesetzt.
Ein eigener Betriebshof musste für die neue Oberhausener Straßenbahn nicht gebaut werden, da im Mülheimer Betriebshof Broich genügend Wartungs- und Abstellkapazitäten zur Verfügung stehen. Mülheim übernimmt die Ausbildung des Fahrpersonals und die Wartung der Fahrzeuge und erhält dafür von Oberhausen ein Entgelt von zunächst 0,9 Millionen DM jährlich. Die Stadtwerke Oberhausen beschafften zur Wiedereinführung der Straßenbahn sechs niederflurige Straßenbahnwagen des Typs DUEWAG NF6D, die in Mülheim beheimatet sind und gemeinsam mit ihren Mülheimer Schwesterfahrzeugen eingesetzt werden. Dieser Typ wurde im Ruhrgebiet zuerst bei der Straßenbahn Bochum/Gelsenkirchen eingesetzt und zum Stückpreis von 3,6 Millionen D-Mark beschafft.
Ab Juni 1997 verkehrten alle Kurse der Linie 112 nach Oberhausen, so dass auf dem ganzen Stadtgebiet ein 10-Minuten-Takt der Straßenbahn in der Hauptverkehrszeit und Nebenverkehrszeit angeboten wird. Damit konnte auf die Linie 116 verzichtet werden.
Geplant war, die Straßenbahn noch bis zur Jahrtausendwende bis in den Stadtteil Schmachtendorf zu verlängern. Dieses Vorhaben wurde jedoch zurückgestellt. Im Zuge der Erneuerung der Straßenbrücke über die Eisenbahn wurde dann im Mai 2003 mit dem Bau eines ersten 800 Meter langen Abschnitts vom Bahnhof Sterkrade bis zum Neumarkt begonnen. Am 30. Oktober 2004 wurde die Streckenverlängerung mit geladenen Gästen feierlich eröffnet und am 1. November 2004 begann der fahrplanmäßige Betrieb. In südlicher Richtung wird die neue Strecke auch von Linienbussen benutzt.
Am 9. Juni 2013 wurde das Verkehrsangebot auf Oberhausener Stadtgebiet montags bis freitags auf einen 20-Minuten-Takt reduziert. Lediglich in der morgendlichen Hauptverkehrszeit verkehrt die Straßenbahn zwischen der Stadtgrenze Mülheim/Oberhausen und dem OLGA-Park alle 10 Minuten. Der erst 2004 eröffnet Abschnitt in Sterkrade wird auch in der HVZ nur noch alle 20 Minuten bedient.
Seit dem 8. Januar 2017 verkehren die Bahnen auf der kompletten Strecke im 15-Minuten-Takt.

## Aktuelles Liniennetz

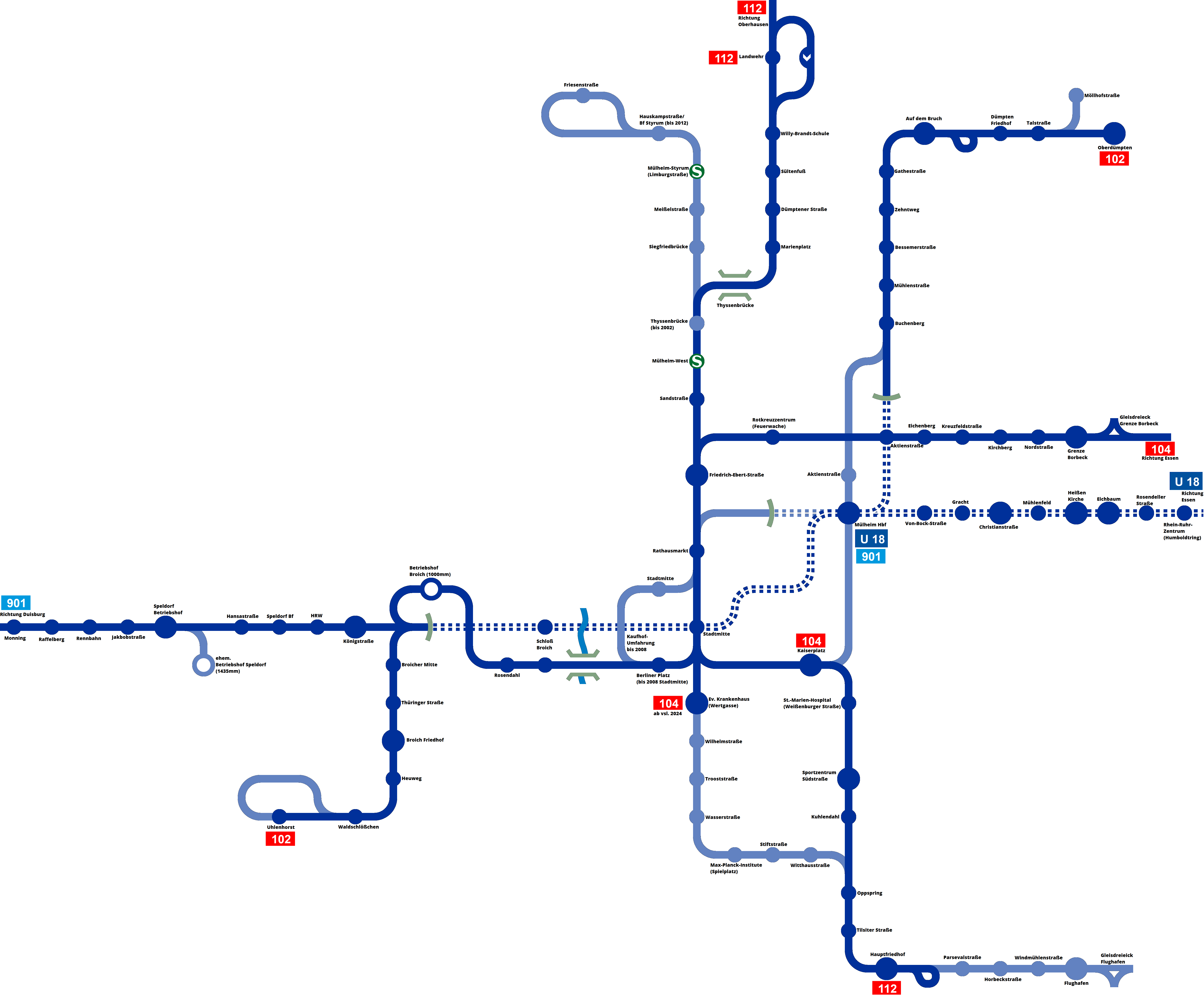
Schematischer Netzplan

Stand: 11. August 2023
| Linie | Linienweg | Takt montags bis freitags | Takt samstags                                                                  | Takt sonn- und feiertags                                                       | Fahrzeug-einsatz    | Bemerkung                        |
| ----- | --- | ------------------------- | ------------------------------------------------------------------------------ | ------------------------------------------------------------------------------ | ------------------- | -------------------------------- |
| 102   | Uhlenhorst – Stadtmitte – Mülheim Hbf – Oberdümpten                                                            | 15′                       | 15′                                                                            | 15′                                                                            | M8D-NF2/3           | Meterspur                        |
| 104   | Essen Abzweig Aktienstr. – MH Grenze Borbeck – Rathausmarkt – Stadtmitte – Ev. Krankenhaus                     | 15′                       | 15′ (Grenze Borbeck – Ev. Krankenhaus) 30′ (Abzw. Aktienstr. – Grenze Borbeck) | 15′ (Grenze Borbeck – Ev. Krankenhaus) 30′ (Abzw. Aktienstr. – Grenze Borbeck) | M8D-NF2/3           | Meterspur                        |
| 112   | OB Neumarkt – OLGA-Park – Neue Mitte – Oberhausen Hbf – Landwehr – Stadtmitte – Kaiserplatz – MH Hauptfriedhof | 15′                       | 15′                                                                            | 15′                                                                            | MGT6D M8D-NF2/3     | Meterspur                        |
| 901   | DU-Obermarxloh – Ruhrort – Duisburg Hbf – Zoo/Uni – MH-Monning – Broich – Stadtmitte – Mülheim Hbf             | 15′                       | 15′                                                                            | 30′ (in Mülheim)                                                               | GT10NC-DU GT8ND-NF4 | Straßenbahn Duisburg, Normalspur |

## Geschichte der Linienbezeichnungen
Mit der Gründung des VRR erhielten alle Linien neue Bezeichnungen im 100er-Bereich (ausgenommen 901).

### aktuell

#### U18 (seit 1977)
Die Linienbezeichnung U18 wurde dem Umbau der bisherigen Straßenbahnstrecke Essen – Heißen – Mülheim geschaffen. Diese Bezeichnung geht auf die ehemalige Linie 8/18 (ursprünglich Uhlenhorst – Broich – Mülheim Hbf – Heißen – Essen) zurück. Zunächst wurde die Strecke Essen Wiener Platz (huete Hirschlandplatz) über die heutige A40 (damals A430, bis 1977 B1) bis Heißen Kirche eröffnet, seitdem fuhr die U18 die Strecke Essen – Heißen Kirche und die Straßenbahnlinie 8 nur noch von Uhlenhorst aus bis Heißen Kirche. Mit der Verlängerung der Stadtbahnstrecke von Heißen Kirche bis zum Mülheimer Hauptbahnhof wurde die U18 bis Mülheim Hbf verlängert und die Linie 8 bis zum Hauptbahnhof gekürzt.

#### 102 (seit 1985)
Diese Linienbezeichnung wurde 1985 als neue „Schnellstraßenbahn Uhlenhorst – Dümpten“ mit der Eröffnung des Tunnels Eppinghofen zwischen Hauptbahnhof und Buchenberg geschaffen. Zur Erstellung der Linie 102 wurden die bisherige Linie 108 (ehemals 8, Uhlenhorst – Hbf) und die ehemalige Nordstrecke der Linie 112 zu einer durchgehenden Linie verknüpft. Die Linie 102 hat somit keinen historischen Vorläufer vor der VRR-Gründung, da die Linienbezeichnung 2 für die Straßenbahnlinie Nach Duisburg diente.

#### 104 (seitunbekannt)
Diese Linienbezeichnung ist schon seit vielen Jahren im Mülheimer Stadtbild präsent, vor der VRR-Gründung als Linie 4. Diese Linie wurde vermutlich nach dem Zweiten Weltkrieg geschaffen, zuvor fuhr über die Aktienstraße die Linie 11 (Essen – Uhlenhorst) und über die Kaiserstraße die Linien 16 (Hauptfriedhof – Dümpten – Oberhausen) und 17 (Flughafen – Dümpten). Lange Zeit gab es für die Kurzläufer von Hauptfriedhof bis Grenze Borbeck die Linienbezeichnung 114 (vor 1980: 14), später wurden diese Fahrten in die Linie 104 integriert.

#### 112 (seit 1980)
Die Linie 112 befuhr zu ihrer Einführung die exakt selbe Strecke wie die bisherigen Linien 5 und 15 (beide Landwehr – Styrum – Stadtmitte – Kaiserplatz – Hbf – Eppinghofen – Auf dem Bruch (Endstelle Linie 15) – Talstraße (Endstelle Linie 5)). Mit der Einführung der Linie 102 wurde die Linie 112 zum Kaiserplatz gekürzt. Nach der Einstellung der Linie 110 übernahm die Linie 112 die Strecke über Kaiserstraße, welche bis dato von der Linie 104 befahren wurde.

#### 901 (seitunbekannt)
Die Linienbezeichnung 901 fuhr ursprünglich als Linie 1 nur innerhalb Duisburgs (Obermarxloh – Zoo), nach Mülheim fuhr die damalige Duisburger Straßenbahnlinie 2 (Hochfeld – Mülheim). 1971 wurden die östlichen Endhaltestellen dieser beiden Linien getauscht, somit fuhr ab 1971 die Linie 1 weiter bis nach Mülheim, die Linie 2 hingegen nur bis zum Duisburger Zoo. Aus der Linie 1 wurde 1980 die Linie 901 umbeannt, der Streckenverlauf blieb jedoch der gleiche, auch nach den Fertigstellungen der Innenstadttunnel in Mülheim und Duisburg.

### ehemalige (bis 1980, unvollständig)

#### 1
Es gab merhere Linien mit der Bezeichnung 1 in Mülheim. Zunächst wurde diese Bzeichnung nach dem Zweiten Weltkrieg für die Linie nach Saarn verwendet. Später wurde diese mit der Oberhausener Linie 1 verknüpft zur durchgehenden Linie MH-Saarn (später Flughafen) – OB-Holten. Mit der schrittweisen Stilllegung der alten Oberhausener Straßenbahn wurden die Linienen wieder aufgeteilt, die Mülheimer Linie 1 fuhr dann bis zur Friesenstraße, kurz danach wurde diese Linie jedoch eingestellt. Ab 1971 gab es wieder eine Linie unter der Bezeichnung 1 in Mülheim, diesmal war es allerdings die Bezeichnung für die Straßenbahnlinie nach Duisburg, die auch von der Duisburger Verkehrsgesellschaft (DVG) betrieben wurde. Daraus wurde 1980 die Linie 901.

#### 2
Die Linie 2 war bis 1971 die Bezeichnung für die Duisburger Linie aus Hochfeld durch Speldorf nach Mülheim. Seit 1971 fuhr diese Linie nicht mehr nach Mülheim, sondern endete bereits an der Stadtgrenze am Duisburger Zoo.

#### 4
(siehe 104)

#### 5
Zum ursprünglichen Verlauf der Linie 5 existieren keine Quellen. In den 1970ern befuhr sie die Strecke von der Stadtgrenze Mülheim/Oberhausen in Landwehr durch Styrum, die Innenstadt, den Hauptbahnhof und Eppinghofen nach Dümpten bis zur Haltestelle Talstraße. Mit der VRR-Gründung wurde sie mit der Linie 15 zur Linie 112 vereint.

#### 8
Die Linie 8 fuhr vom Uhlenhorst in Brocih über den Hauptbahnhof und Heißen nach Essen. Mit dem Umbau der Strecke Hauptbahnhof – Heißen – Essen wurde sie zunächst bis Heißen Kirche und schließlich auf die Strecke Uhlenhorst – Hauptbahnhof gekürzt. Die Strecke nach Essen übernahm die Stadtbahnlinie U18. 1980 wurde aus der Linie 8 die Linie 108.

#### 11
Diese Linie fuhr vor dem zweiten Weltkrieg von Uhlenhorst durch Broich und die Aktienstraße nach Essen. Nach 1945 fuhr sie weiterhin über die Aktienstraße, aber nicht mehr zum Uhlenhorst, sondern nach Saarn. Später wurde sie durch die Linien 4 und 8 ersetzt.

#### 12
Diese Linie existierte bereits vor dem zweiten Weltkrieg vom Oppspring über den Kahlenberg durch Styrum nach Oberhausen. Später wurde sie für eine Direktverbindung von Grenze Borbeck nach Dümpten genutzt.

#### 13
Die Linie 13 übernahm nach dem zweiten Weltkrieg wahrscheinlich die Kahlenbergstrecke der ehemaligen Linie 12, sie verkehrte somit vom Flughafen über den Kahlenberg zur Stryumer Friesenstraße. In den 1970ern sollte sie nach der nie fertiggestellten Eröffnung aller Mülheimer Stadtbahnstrecke als einzige Straßenbahnlinie übrig bleiben. 1980 wurde sie zur Linie 110.

#### 14
Vor 1945 fuhr sie unter anderem auf der kurzen Strecke von der Stadtmitte zur Jugendherberge am Fuß des Kahlenbergs am Ruhrufer. Sie verkehrte auf einer der ältesten Straßenbahnstrecken Mülheims, fuhr allerdings nur Sonntags. In den 1960ern befuhr sie unter anderem die Strecke Alte Straße – Friesenstraße.

#### 15
Die Linie 15 fuhr bis 1945 von Saarn durch Styrum nach Oberhausen. Nach dem zweiten Weltkrieg fuhr sie ab der Mülheimer Innenstadt nach Oberhausen-Dümpten. Mit der sukzessiven Einstellung der alten Oberhausener Straßenbahn wurde zunächst die Strecke nach Oberhausen-Dümpten bis zur Haltestelle Auf dem Bruch in Mülheim-Dümpten gekürzt, später wurde auch die Strecke ab Styrum zum Oberhausener Hauptbahnhof zur Haltestelle Landwehr an der Stadtgrenze Mülheim/Oberhausen gekürzt. 1980 wurde sie zur Linie 112.

#### 16
Die Linie 16 verkehrte bis 1945 vom Flughafen über die Kaiserstraße und Dümpten nach Oberhausen. Nach 1945 der Betrieb der Linie 16 nicht wieder aufgenommen und sie wurde durch andere Linien ersetzt.

#### 17
Die Linie 17 fuhr ebenfalls nur bis 1945 vom Hauptfriedhof über die Kaiserstraße nach Dümpten.

#### 18
Die Linie 18 fuhr bis 1945 vom Raffelberg durch Styrum und Heißen nach Essen. Nach 1945 übernahm sie die Strecke der Linie 11 zum Uhlenhorst, später wurde sie in die Linie 8 integriert.

### ehemalige (seit 1980)

#### 108 (bis 1985)
Die Linie 108 wurde aus dem Rest der Linie 8 (Uhlenhorst – Hauptbahnhof) gebildet. 1985 wurde sie zugunsten der Linie 102 eingestellt. Seit 2015 fährt unter derselben Bezeichnung eine Linie in Essen, mit dieser hat die ehemalige Mülheimer Linie 108 jedoch nichts zu tun.

#### 110 (bis 2015)
Die Linie 110 entstand aus der Linie 13 (Flughafen – Kahlenberg – Friesenstraße), die Linie 110 fuhr auf der exakt selben Strecke, bis sie 2009 zum Hauptfriedhof gekürzt wurde, da die Strecke zum Flughafen durch die Linie 104 übernommen wurde. 2015 wurde sie komplett eingestellt, da die Strecke zur Friesenstraße stillgelegt wurde.

#### 113 (1996–1997)
Die Linie 113 existierte nur im Fahrplanjahr 1996/1997 als Verstärkerlinie zur Linie 112 zwischen Hauptfriedhof und Landwehr. 1997 wurden diese Fahrten in die Linie 112 einbezogen.

#### 116 (1996–1997)
Die Linie 116 existierte wie die Linie 113 auch nur 1996/1997 als Verstärkerlinie zur Linie 112 zwischen Oberhausen Hauptbahnhof und Oberhausen-Sterkrade Bf. Diese wurde, wie die Linie 113 auch, von der linie 112 übernommen.

### Liniennetz 1938
11: Uhlenhorst – Broich – Stadthalle – Stadtmitte – Aktienstraße – Essen
12: Oppspring – Kahlenbergast – Stadtmitte – Mülheim Hbf (heute: Mülheim-West) – Styrum Bf – Oberhausen
14 (nur sonntags): Stadtmitte – Kahlenberg (Ruhrufer)
15: Klostermarkt – Stadthalle – Stadtmitte – Sültenfuß – Landwehr – Oberhausen
16: Flughafen – Hauptfriedhof – Kaiserstraße – Stadtmitte – Bf Mülheim-Eppinghofen (huete: Mülheim Hbf) – Dümpten – Oberhausen
17: Hauptfriedhof – Kaiserstraße – Stadtmitte – Dümpten
18: Raffelberg – Friesenstraße – Styrum Bf – Bf Mülheim-Eppinghofen – Heißen – Essen

### Liniennetz 1967
1: Friesenstraße – Styrum Bf – Mülheim Hbf (heute: Mülheim-West) – Stadtmitte – Kaiserstraße – Hauptfriedhof
2: Duisburg-Hochfeld – Duisburg Hbf – Duisburg Zoo – Speldorf – Stadthalle – Stadtmitte (Betrieb durch DVG)
8/18: Uhlenhorst – Broich – Stadthalle – Stadtmitte – Bf Mülheim-Eppinghofen (heute: Mülheim Hbf) – Heißen – Essen
11: Klostermarkt – Alte Straße – Stadthalle – Stadtmitte – Aktienstraße – Grenze Borbeck – Essen
12: Auf dem Bruch – Dümpten – Aktienstraße – Grenze Borbeck
13: Flughafen – Hauptfriedhof – Kahlenbergast – Stadtmitte – Mülheim Hbf – Sültenfuß – Landwehr – Oberhausen
14: Alte Straße – Stadthalle – Stadtmitte – Mülheim Hbf – Styrum Bf – Friesenstraße
15: Talstraße – Auf dem Bruch – Dümpten – Stadtmitte – Mülheim Hbf – Sültenfuß – Landwehr – Oberhausen

### Liniennetz 1977
U18: Essen – Humboldtring (Heute: RheinRuhrZentrum) – Heißen Kirche
1: Duisburg-Obermarxloh – Duisburg-Marxloh – Duisburg-Bruckhausen – Duisburg-Beeck – Duisburg-Ruhrort – Duisburg-Kasslerfeld – Duisburg Hbf – Duisburg Zoo – Speldorf – Stadthalle – Stadtmitte
4/14: Hauptfriedhof – Kaiserstraße – Stadtmitte – Aktienstraße – Grenze Borbeck (Endstelle 14) – Essen (Endstelle 4)
5/15: Landwehr – Sültenfuß –  Mülheim-West – Stadtmitte – Mülheim Hbf – Dümpten – Auf dem bruch (Endstelle 15) – Talstraße (Endstelle 5)
8: Uhlenhorst – Broich – Stadthalle – Stadtmitte – Mülheim Hbf – Heißen Kirche
13: Flughafen – Hauptfriedhof – Kahlenbergast – Stadtmitte – Mülheim-West – Styrum Bf – Friesenstraße

### Liniennetz 1980
U18: Essen – Humboldtring (heute: RheinRuhrZentrum) – Heißen – Mülheim Hbf
104/114: Hauptfriedhof – Kaiserstraße – Stadtmitte – Aktienstraße – Grenze Borbeck – Essen
108: Uhlenhorst – Broich – Stadthalle – Stadtmitte – Mülheim Hbf
110: Flughafen – Hauptfriedhof – Kahlenbergast – Stadtmitte – Mülheim-West – Styrum Bf – Friesenstraße
112: Landwehr – Sültenfuß – Mülheim-West – Stadtmitte – Mülheim Hbf – Dümpten – Auf dem Bruch – Landwehr
901: Duisburg-Obermarxloh – Duisburg-Marxloh – Duisburg-Bruckhausen – Duisburg-Beeck – Duisburg-Ruhrort – Duisburg-Kasslerfeld – Duisburg Hbf – Duisburg Zoo – Speldorf – Stadthalle – Stadtmitte

### Liniennetz 2012
U18: Essen – RheinRuhrZentrum – Heißen – Mülheim Hbf
102: Uhlenhorst – Broich – Stadtmitte – Mülheim Hbf – Dümpten – Auf dem Bruch – Talstraße – Oberdümpten
104: Flughafen (SEV) – Hauptfriedhof – Kaiserplatz – Stadtmitte – Aktienstraße – Grenze Borbeck – Essen
110: Hauptfriedhof – Kahlenbergast – Stadtmitte – Mülheim-West – Styrum Bf – Friesenstraße
112: Kaiserplatz – Stadtmitte – Mülheim-West – Sültenfuß – Landwehr – Oberhausen Hbf – Oberhausen-Sterkrade
901: Duisburg-Obermarxloh – Duisburg-Marxloh – Duisburg-Bruckhausen – Duisburg-Beeck – Duisburg-Ruhrort – Duisburg-Kasslerfeld – Duisburg Hbf – Duisburg Zoo – Speldorf  – Stadtmitte – Mülheim Hbf

### Liniennetz 2015
U18: Essen – RheinRuhrZentrum – Heißen – Mülheim Hbf
102: Uhlenhorst – Stadtmitte – Mülheim Hbf – Dümpten – Auf dem Bruch – Talstraße – Oberdümpten
104: Hauptfriedhof – Kahlebergast – Stadtmitte – Aktienstraße – Grenze Borbeck – Essen
112: Hauptfriedhof – Kaiserplatz – Stadtmitte – Mülheim-West – Sültenfuß – Landwehr – Oberhausen Hbf – Oberhausen-Sterkrade
Quellen: 90 Jahre Straßenbahnen in Mülheim an der Ruhr; Straßenbahnen in Oberhausen;

## Streckenabschnitte

### In Betrieb

#### Ruhrtunnel
Linien: 102, 901 Haltepunkte: 3 U-Bahnhöfe: 3
Der Ruhrtunnel wurde im Jahr 1996 eröffnet. Seitdem verkehrt die Linie 102 (Uhlenhorst – Oberdümpten) durch den Ruhrtunnel. Seit dem Jahr 1999 verkehrt auch die Linie 901 durch den Tunnel. Diese Linien fahren von Westen aus kommend nach den Haltestellen Broicher Mitte (102) oder Königstraße (901) eine Rampe herunter und halten dann am U-Bahnhof Schloß Broich. Die Haltestelle Königstraße liegt dabei direkt an der Einmündung der beiden Linien. Hier zweigt auch eine Betriebsstrecke für die Linie 102 ab, die in einer Schleife zum Betriebshof führt. Nach der Haltestelle Schloß Broich unterqueren die beiden Linien die Ruhr, um den U-Bahnhof Mülheim Stadtmitte zu erreichen. Hier besteht Umsteigemöglichkeit zu zahlreichen Buslinien und den beiden anderen Straßenbahnlinien 104 und 112 (bis 2015 auch 110). Danach führt die Strecke zum Mülheimer Hauptbahnhof. Hier endet die Linie 901, zudem endet hier auch die Linie U18 in Richtung Heißen und Essen. Die Strecke der 102 mündet hier in die „Nordstrecke“ ein.

#### „Nordstrecke“
Linien: 102 Haltepunkte: 8 U-Bahnhöfe: 2
Die Nordstrecke besteht zum einen aus der Stadtbahnstrecke Mülheim Hbf – Buchenberg und der oberirdischen Straßenbahnstrecke Buchenberg – Auf dem Bruch. Die unterirdische Strecke bis Buchenberg wurde im Jahr 1983 eröffnet, seitdem befährt die Linie 102 die Strecke nach Dümpten. Zwischen dem Hbf und Buchenberg liegt dabei noch der U-Bahnhof Aktienstraße, an dem zusätzlich noch die Linie 104 auf der Aktienstraße verkehrt. Kurz vor dem Buchenberg besteht dann eine Rampe, damit die Straßenbahnen an die Oberfläche gelangen. Nach der Haltestelle Buchenberg folgt die Mühlenstraße. Hier besteht Umsteigemöglichkeit zur Buslinie 125 (Speldorf – OB-Wehrstraße). Nun folgt die Haltestelle Bessemerstraße. Kurz nach der Bessemerstraße wird der Großteil des Autoverkehrs von der Mellinghofer Straße über den Mannesmannring und Heifeskamp umgeleitet. Kurz vor der Haltestelle Auf dem Bruch treffen diese wieder auf die Mellinghofer Straße und die Linie 102. Die Straßenbahn fährt weiter entlang der Mellinghofer Straße durch das Dümptener Zentrum. Hier befinden sich die Haltestellen Zehntweg und Gathestraße. Während an der Gathestraße eine direkte Umsteigemöglichkeit zur Buslinie 129 (Broich – E-Frohnhausen) besteht, liegt die Haltestelle Zehntweg der Linie 129 etwas weiter weg von der Straßenbahnhaltestelle. Nach der Haltestelle Gathestraße trifft die Linie 102 wieder auf die Umgehungsstraße, unterquert die A40 und biegt dann auf die Straße Denkhauser Höfe ab und erreicht die Haltestelle Auf dem Bruch. Hier befindet sich eine Zwischenwendeschleife, die früher von der ehemaligen Linie 15 (Auf dem Bruch – Landwehr) befahren wurde. Zurzeit wird diese nicht planmäßig genutzt. Nach dieser Haltestelle schließt sich die Dümptener Neubaustrecke an.

#### Dümptener Neubaustrecke
Linien: 102 Haltepunkte: 4 U-Bahnhöfe: 0
Die Neubaustrecke durch Dümpten wurde in den 1970ern zunächst zur Haltestelle Talstraße eröffnet. Zwischen den Haltestellen Auf dem Bruch und Dümpten Friedhof hat diese dabei eine nennenswerte Steigung zu überwinden. Danach folgt bereits die Talstraße; hier war bis 1985 vorübergehend Endstation. 1985 wurde die Strecke bis zur Haltestelle Möllhofstraße verlängert. Wegen der ungünstigen Lage wurde diese Haltestelle 2001 abgebaut und die neue Haltestelle Oberdümpten erbaut, welche bis heute die Endhaltestelle der Linie 102 ist.

#### Broich
Linien: 102 Haltepunkte: 6 U-Bahnhöfe: 0
Diese Strecke zweigt nach der Rampe Schloß Broich von der Betriebsstrecke und der Strecke der 901 in die Prinzeß-Luise-Straße ab. Hier folgt die Haltestelle Broicher Mitte (ehemals Kirchstraße). Danach folgen die Haltestellen Thüringer Straße und Broich Friedhof. Letztgenannte ist seit dem Fahrplanwechsel am 7. August 2023 zentrale Umsteigehaltestelle im Stadtteil Broich, hier besteht Umsteigemöglichkeit zu den Linien 129 (Broich – E-Frohnhausen), 131 (Winkhausen – RAT-Flurstraße) und 139 (Broich – E-Haarzopf). Zu den beiden letztgenannten besteht an der folgenden Haltestelle Heuweg ebenfalls noch einmal Umsteigemöglichkeit. Danach folgt die Strecke der Großenbaumer Straße und erreicht die Haltestelle Waldschlößchen. Hier und an der folgenden Haltestelle besteht Umsteigemöglichkeit zur Buslinie 134 (Hafen – Kettwig). Nach der Haltestelle Waldschlößchen führt die Strecke durch wenig dicht bebautes Gebiet und durch viel Wald. Dieser Abschnitt war deshalb auch schon mehrfach zur Stilllegung vorgesehen. Dies wurde jedoch bis heute nicht verwirklicht. Es folgt nur noch die Endhaltestelle Uhlenhorst. Die ehemalige Wendeschleife wird nicht mehr genutzt, diese ist mittlerweile komplett verwaist.

#### „U18-Strecke“
Siehe Stadtbahn Essen#U18

#### Speldorf
Linien: 901 Haltepunkte: 9 U-Bahnhöfe: 0
Diese Strecke zweigt ebenfalls an der Rampe Schloß Broich ab. Hier liegt auch direkt die Haltestelle Königstraße. Danach folgt die Haltestelle Hochschule Ruhr West (ehemals Kolkmann). Die Strecke folgt weiterhin der Duisburger Straße, unterquert die Güterbahnstrecke am Bahnhof Speldorf, um die gleichnamige Haltestelle zu erreichen. Danach führt die Strecke über die Haltestelle Hansastraße zur Haltestelle Speldorf Betriebshof durch das Speldorfer Zentrum. Dann folgen die Haltestellen Jakobstraße und Rennbahn. An der nachfolgenden Haltestelle Raffelberg besteht Umsteigemöglichkeit zur Buslinie 129. Nun folgt nur noch die Haltestelle Monning, bevor die Stadtgrenze Mülheim/Duisburg erreicht wird.

#### Innenstadtstrecke
Linien: 104, 112 Haltepunkte: 3 U-Bahnhöfe: 0
Die Innenstadtstrecke verläuft zwischen den Haltestellen Friedrich-Ebert-Straße und Stadtmitte über Rathausmarkt. Bis 2008 gab es an der Stadtmitte zwei Haltestellen: Eine nördlich des Kaufhofs und die größere Haltestelle südlich. Im Jahr 2008 wurde dann aber die bis in die 1980er-Jahre bestehende Strecke durch die Friedrich-Ebert-Straße wiedereröffnet und die Kaufhof-Umfahrung stillgelegt.

#### Kaiserstraße
Linien: 104, 112 Haltepunkte: 5/6 U-Bahnhöfe: 0
Diese Strecke beginnt je nach Definition entweder an der Kreuzung Leineweberstraße/Friedrich-Ebert-Straße an der Haltestelle Stadtmitte oder an der Haltestelle Kaiserplatz. Die Strecke entlang der Leineweberstraße zwischen Stadtmitte und Kaiserplatz ist dabei alleeartig ausgebaut. An der Haltestelle Kaiserplatz befindet sich eine Wendemöglichkeit, die zurzeit noch von der Linie 104 genutzt wird. Die Haltestelle in Richtung Holthausen liegt dabei auf der Leineweberstraße. Die Haltestelle in Richtung Stadtmitte lag bis 2022 in der Kaiserstraße. Da diese (wie auch die andere Haltestelle auf der Leineweberstraße) nicht barrierefrei ausgebaut war, wurde eine neue Haltestelle auf der Leineweberstraße gegenüber der Haltestelle in Richtung Holthausen eingerichtet. Nach der Haltestelle Kaiserplatz folgt die Haltestelle St. Marien-Hospital (ehemals Weißenburger Straße). Diese ist ebenfalls nicht barrierefrei ausgebaut. Ab hier verkehrt die Straßenbahn zunächst auf unabhängigem Gleiskörper in der Mitte der Kaiserstraße. Nun folgt die Haltestelle Sportzentrum Südstraße, direkt neben der RWE Sporthalle und dem Südbad. Kurz vor dieser Haltestelle liegt noch ein Gleiswechsel, welcher bei Baustellen genutzt wird. Ab hier verkehrt die Straßenbahn wieder auf der Straße. Die Haltestelle Kuhlendahl folgt. Diese war ursprünglich eine Richtungshaltestelle (nur in Richtung Holthausen), wurde aber vermutlich 2019 in eine barrierefreie Haltestelle in beide Richtungen ausgebaut. Jetzt folgt nur noch die Haltestelle Oppspring, bei der bis 2023 auch der Kahlenbergast einmündete. Danach fährt die Linie 112 weiter auf der Strecke durch Holthausen.

#### Holthausen
Linien: 112 Haltepunkte: 3 U-Bahnhöfe: 0
Die Strecke beginnt an der Haltestelle Oppspring, bei der bis 2023 auch der Kahlenbergast einmündete. Die Strecke verläuft zunächst auf der Straße, hier folgt auch die nicht barrierefreie Haltestelle Tilsiter Straße. Die Strecke biegt nun ab auf einen unabhängigen Gleiskörper in der Mitte zwischen der Zeppelinstraße und einer Einbahnstraße ein. Nun folgt nur noch die Haltestelle am Mülheimer Hauptfriedhof. Diese ist heutzutage Endhaltestelle für die Linie 112 mit zwei Bahnsteigen, einer Wendeschleife und einem Stumpfgleis. Die großzügige Infrastruktur geht darauf zurück, dass sie früher sowohl Endhaltestelle für die Linie 104, als auch Durchfahrtshaltestelle für die Linie 110 zum Flughafen war. Die Strecke zum Flughafen jedoch wird seit 2012 nicht mehr befahren.

#### B223
Linien: 112 Haltepunkte: 8 U-Bahnhöfe: 0
Diese Strecke beginnt an der Haltestelle Friedrich-Ebert-Straße, wo auch die Linie 104 in die Aktienstraße abbiegt. Die Strecke der 112 folgt hier der B223 durch ein Industrie- und Gewerbegebiet. Hier liegt auch die Haltestelle Sandstraße, welche aufgrund ihrer Lage nicht stark frequentiert ist. Danach folgt die Haltestelle am Bahnhof Mülheim West; hier besteht Umsteigemöglichkeit zur S-Bahn-Linie S3 (Oberhausen – Hattingen). Bis 2003 folgte dann die Haltestelle Thyssenbrücke, welche jedoch auf Grund ihrer geringen Nutzung und ihrer Unübersichtlichkeit abgebaut wurde. Hier zweigte bis 2015 auch die Strecke der Linie 110 zur Friesenstraße ab, welche hier weiter geradeaus fuhr. Die Strecke der 112 biegt hier auf die Thyssenbrücke ab, überquert die Gleisanlagen der Deutschen Bahn und biegt danach auf die Oberhausener Straße in Richtung Norden ein. Hier folgen die Haltestellen Marienplatz und Dümptener Straße. An der darauffolgenden Haltestelle Sültenfuß besteht Umsteigemöglichkeit zur Linie 129; hier liegt auch das Styrumer Zentrum. Danach folgt nur noch die Haltestelle Willy-Brandt-Schule, bevor die Haltestelle Landwehr direkt an der Stadtgrenze Mülheim/Oberhausen erreicht wird. Hier befindet sich auch eine Zwischenwendeschleife. Bis 1996 war hier Endstation, bevor die Linie 112 nach Oberhausen verlängert wurde.

#### Oberhausen
Siehe ÖPNV-Trasse Oberhausen

#### Aktienstraße
Linien: 104 Haltepunkte: 8 U-Bahnhöfe: 0
Diese Strecke beginnt ebenso wie die Strecke in Richtung Oberhausen an der Haltestelle Friedrich-Ebert-Straße. Diese biegt hier jedoch rechts auf die Aktienstraße ab und hält als Nächstes an der Haltestelle Rotkreuzzentrum (ehemals Feuerwache). Dann folgt die Haltestelle Aktienstraße, wo Umsteigemöglichkeit zur hier unterirdisch verkehrenden Linie 102 besteht. Danach führt die Strecke über die Aktienstraße stetig bergauf mit den Haltestellen Eichenberg, Kreuzfeldstraße und Kirchberg. Die Haltestelle Nordstraße liegt im Zentrum des Ortsteils Winkhausen; hier besteht Umsteigemöglichkeit zu den Buslinien 129, 131 und 136 (Oberhausen – Heißen). Danach folgt nur noch die Haltestelle Grenze Borbeck an der Anschlussstelle der A40, bei der Samstags im Gleisdreieck jede zweite Fahrt endet. Dann überquert die Strecke die Stadtgrenze nach Essen.

### Betriebsstrecken
Schloßbrücke
Diese Strecke zweigt an der Haltestelle Stadtmitte ab und wird von den Linien 104 und 112 genutzt. Direkt danach folgt die Haltestelle Berliner Platz, welche für Ausrückfahrten der Linie 112 in Richtung Hauptfriedhof genutzt wird. Danach überquert die Strecke auf der Schloßbrücke die Ruhr und verläuft an der Haltestelle Schloß Broich vorbei, eine kleine Steigung hinauf zur Haltestelle Rosendahl, wo sich auch die Einfahrt zum Betriebshof befindet.
Tunnelausfahrt
Diese Strecke wird von der Linie 102 genutzt und zweigt am Abzweig Schloß Broich von den Strecken nach Broich (102) und Speldorf (901) ab. Sie verläuft dann in einer großen Schleife von hinten in den Betriebshof. Fahrgäste können hierbei nur bis zur Haltestelle Schloß Broich mitfahren.

### Stillgelegte Strecken

#### Flughafen
ehemalige Linien: 110 (ab 2009 104) ehemalige Haltepunkte: 5 Stilllegung: 2012
Diese Strecke begann an der heutigen Endhaltestelle der Linie 112 am Hauptfriedhof. Danach verlief sie komplett neben der Lilienthalstraße auf eigenem Gleiskörper. Es folgte als erstes die Haltestelle Parsevalstraße, die nicht in der Nähe von größerer Bebauung lag. Danach führte die Strecke in den Ortsteil Raadt, die Bebauung war jedoch weiterhin relativ dünn. Es folgten die Haltestellen Horbeckstraße und Windmühlenstraße. An der Endstation Flughafen existierten zwei Haltestellen: Eine Ausstiegshaltestelle vor dem Gleisdreieck. Danach wurde die Strecke eingleisig, auf der linken Seite befand sich die Einstiegshaltestelle in Richtung Stadtmitte. Dann folgte das Gleisdreieck, welches jedoch seit 2001 nicht mehr planmäßig genutzt wurde, da seitdem keine Einrichtungswagen in Mülheim eingesetzt wurden. Seit dem 1. April 2012 wird die Strecke nicht mehr befahren. Sie wurde jedoch nie offiziell stillgelegt, da die Bezirksregierung Düsseldorf dies verweigerte. Die Stadt Mülheim stellte hier den Straßenbahnbetrieb zum 1. April 2012 ein, da die Strecke aufgrund „technischer Mängel“ nicht mehr befahrbar sei. Es wurde ein SEV eingerichtet. Dieser pendelte zwischen Hauptfriedhof und Flughafen. Zum Fahrplanwechsel 2015 wurde die neue Buslinie 130 vom Rhein-Ruhr-Zentrum aus über den Flughafen zum Hauptfriedhof eingeführt, welche später auch den Ersatz für den Kahlenbergast darstellte. Die Gleise wurden abgebaut, um auf der ehemaligen Straßenbahntrasse einen Radweg zu errichten.

#### Friesenstraße
ehemalige Linien: 110 ehemalige Haltepunkte: 4 (bis 2012: 5) Stilllegung: 2015
Zum Fahrplanwechsel 2015 wurde die verbleibende Linie 110 (Hauptfriedhof – Friesenstraße) eingestellt. Den Abschnitt vom Hauptfriedhof zum Bahnhof Mülheim West übernahmen die Linien 104 und 112. Die restliche Strecke wurde dabei teilweise durch die neue Buslinie 128 übernommen. Die Strecke zweigte dabei an der Thyssenbrücke von der Strecke der 112 ab. Danach folgte zunächst nach einer Doppelkurve die Haltestelle Siegfriedbrücke (heute medl). Die Linie 110 fuhr dann die Hauskampstraße entlang und hielt an der Haltestelle Meißelstraße. Diese wird dabei nur noch durch den Styrumer Bürgerbus bedient und nicht mehr durch die Buslinie 128 (seit 2023: 122). Die nächste Haltestelle lag direkt vor dem Bahnhof Mülheim-Styrum. Danach bog die Strecke auf die Steinkampstraße ein, hier liegt auch die bis heute bestehende Bushaltestelle Hauskampstraße/Bf Styrum. Diese wurde seit 2012 nur noch durch Buslinien bedient, die Straßenbahn fuhr an dieser Haltestelle vorbei. Dann folgte die Haltestelle und Wendeschleife Friesenstraße. Diese ist mittlerweile abgetragen. Die Gleise der Strecke liegen jedoch größtenteils noch.

#### Kahlenbergast
ehemalige Linien: 104 (bis 2015: 110) ehemalige Haltepunkte: 9 Stilllegung: 2023
Die Strecke zweigte an der Haltestelle Stadtmitte ab. Danach folgt die Haltestelle Evangelisches Krankenhaus (ehemals Wertgasse). Dieser Abschnitt ist nicht offiziell stillgelegt, da hier nach Fertigstellung der Wendeanlage die Linie 104 das umliegende Gebiet anbinden soll. Die restliche Strecke wurde durch die Buslinie 130 ersetzt, die bereits den Straßenbahnverkehr zum Flughafen übernommen hatte. Es folgten die Haltestellen Wilhelmstraße und Trooststraße. Nach der Haltestelle Wasserstraße bog die Strecke auf die Bismarckstraße ein und erreichte nach einer größeren Steigung die Haltestelle Max-Planck-Institute. Dann folgte noch die Haltestelle Stiftstraße. Nun traf die Strecke auf die B1, hier Obere Saarlandstraße. Die Strecke verlief kurz in der Mitte der Straße, danach wechselte sie auf einen unabhängigen Gleiskörper neben der B1. Hier folgte noch die Haltestelle Witthausstraße, bevor die Strecke an der Haltestelle Oppspring in den Verlauf der Linie 112 einmündete.

## Fahrzeuge
| Typ                        | Anzahl   | Wagennummern          | Baujahr   | Bemerkung |
| -------------------------- | -------- | --------------------- | --------- | --- |
| Düwag MGT6D                | 9 Stück  | 201–203; 205–210      | 1995–1996 | Die MGT6D Fahrzeuge gibt es in der Ruhrbahn Lackierung, sowie in der STOAG Lackierung. |
| Bombardier Flexity M8D-NF2 | 5 Stück  | 8001–8015 (8001–8005) | 2015      | Vom Typ M8D-NF2 gibt es in Mülheim 5 Triebwagen. Der Typ M8D-NF3 ist mit den Triebwagen des Typs NF2 baugleich und wird deshalb auch als M8D-NF2 bezeichnet. Somit wäre die Anzahl der NF2 Fahrzeuge eigentlich 15. |
| Bombardier Flexity M8D-NF3 | 10 Stück | 8001–8015 (8006–8015) | 2015–2016 | Informationen zum Fahrzeugtyp siehe oben. |

Im Juni 2025 veröffentlichten die Ruhrbahn und die STOAG gemeinsam mit SWK Mobil eine Ausschreibung zur Beschaffung von Fahrzeugen, die nach dem Ruhrbahn-Schema als Typ NF5 eingeordnet werden. Für die Ruhrbahn sind dabei 40 rund 40 Meter lange Fahrzeuge als Festbestellung vorgesehen. Als Option kommen bis zu zehn Wagen der gleichen Länge und bis zu sechs rund 30 Meter lange Wagen hinzu. Für die STOAG sind vier rund 30 Meter lange Fahrzeuge als Festbestellung vorgesehen. Als Option kommen ein Wagen der gleichen Länge und bis zu fünf rund 40 Meter lange Wagen hinzu.

## Zukünftige Entwicklung

### Planungen in Mülheim an der Ruhr
Lange galt die Verlängerung der Linie 112 vom Kaiserplatz über Dickswall und Tourainer Ring zum Hauptbahnhof (oberirdisch) als der wahrscheinlichste Streckenneubau. Als Vorleistung für die Umsetzung war der nicht zwingend erforderliche Bau eines oberirdischen Busbahnhofes als Ersatz für den gegenwärtigen Bustunnel eingeplant. Ebenso gibt es Pläne, die Linie 102 zur Saarner Kuppe zu führen, um den lebendigen, aber schon lange nicht mehr mit attraktivem ÖPNV versorgten Stadtteil Saarn wieder an das Straßenbahnnetz anzuschließen. Die Trasse würde am Heuweg über Saarner Straße, Straßburger Allee, Quellen- bzw. Hagenauer Straße zur Luxemburger Allee führen und dann im Bereich Brüsseler Allee enden. Die Trasse wurde freigehalten. Der Abschnitt Heuweg – Uhlenhorst wäre somit stilllegungsgefährdet; die Haltestelle „Waldschlößchen“ würde in diesem Fall zukünftig per Omnibus bedient, wobei eine Verlängerung der Linie 134 die wahrscheinlichste Variante wäre, während die Haltestelle „Uhlenhorst“ ersatzlos wegfiele. Die Verlängerung der Straßenbahnlinie 102 nach Saarn ist in den ÖPNV-Bedarfsplan des Landes NRW 2017–2030 angemeldet.
Des Weiteren ist geplant, die Stadtbahnstation Hauptbahnhof zu sanieren und eine neue Dachkonstruktion zu erstellen. Das bestehende 70er-Jahre-mäßige, geschlossene Dach über den Zugängen zu den beiden Mittelbahnsteigen und dem Durchgang zwischen dem Einkaufszentrum „Forum“ und den Bahnsteigen der DB soll aus brandschutztechnischen Gründen durch eine offene Konstruktion aus Glas ersetzt werden.

### Planungen in Oberhausen

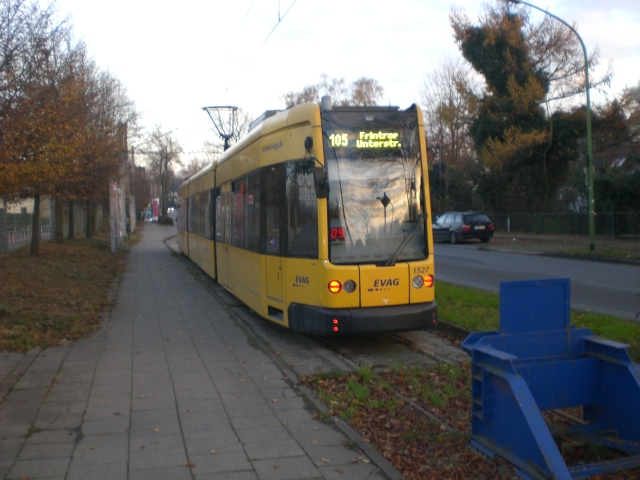
Straßenbahnlinie 105 an der Endstelle Unterstraße in Essen-Frintrop.

Es ist geplant, die bisher in Essen-Frintrop endende Linie 105 der Essener Straßenbahn nach Oberhausen zu verlängern. Sie soll ab Frintrop zunächst entlang der Essener Straße verlaufen und in Höhe der Mellinghofer Straße auf das ehemalige Gelände des Stahlwerks führen. Anschließend soll sie eine Linienführung zwischen CentrO und Rhein-Herne-Kanal erhalten und in Höhe des Gasometers in südlicher Richtung in die ÖPNV-Trasse einmünden. Das Bauvorhaben sollte bis 2018 in Betrieb gehen. Bei einem Ratsbürgerentscheid wurden diese Pläne in Oberhausen jedoch am 8. März 2015 mit 57 Prozent Nein-Stimmen bei einer Wahlbeteiligung von 23,26 Prozent abgelehnt. Somit ist eine Realisierung dieses Vorhabens vorerst gescheitert. Jedoch wurde bereits Ende November 2015 die Verlängerung der Straßenbahnlinie 105 von den Städten Essen und Oberhausen erneut für den ÖPNV-Bedarfsplan des Landes Nordrhein-Westfalen angemeldet, der von 2017 bis 2030 gilt. Im Nahverkehrsplan 2017 ist die geplante Umsetzung der Straßenbahnlinie 105 fortgeschrieben worden.
In früheren Plänen war vorgesehen, nicht auf die ÖPNV-Trasse einzumünden, sondern die neue Strecke der Linie 105 vier Kilometer weiter über Duisburger, Concordia-, Friedrich-Karl- und Poststraße zum Oberhausener Hauptbahnhof und weiter zur Havensteinstraße zu führen, um damit auch das Alt-Oberhausener Stadtzentrum besser mit der Straßenbahn zu erschließen. Im Jahr 2001 wurde im Zusammenhang mit dem Projekt „Zukunftspark O.Vision“ eine Verlängerung der Linie 105 auf das ehemalige Stahlwerksgelände an der Osterfelder Straße angekündigt, wo sich die stillgelegte Produktionshalle in eine „atemberaubende ÖPNV-Station“ verwandeln sollte. Diese Pläne konnten jedoch nicht verwirklicht werden, weshalb auch alle weiteren Planungen zur Streckenverlängerung unter dem Vorbehalt der Realisierbarkeit stehen. Der Stadtrat von Oberhausen hat im Februar 2024 zugestimmt, dass die Verwaltung die Planungen für eine Straßenbahn-Neubaustrecke von der Essener Stadtgrenze zum CentrO erneut aufnehmen darf.
Darüber hinaus soll mittelfristig eine etwa zwei Kilometer lange Verbindung von der Kreuzung Danziger/Mülheimer Straße über die Danziger Straße und die Zechenbahn (Straße) nach Mülheim-Dümpten zur Haltestelle Auf dem Bruch entstehen. Für diesen Abschnitt wurde schon in den 1990er Jahren die standardisierte Bewertung durchgeführt. Auch diese Maßnahme ist in den ÖPNV-Bedarfsplan des Landes Nordrhein-Westfalen 2017–2030 angemeldet.
Neben diesen beiden Städte verbindenden Projekten ist auch eine Verlängerung der Straßenbahnlinie 112 nach Schmachtendorf vorgesehen. Diese soll die Weseler Straße entlang an Alsfeld und der Dunkelschlag-Siedlung vorbei zum Bahnhof Holten und dann von dort aus direkt nach Schmachtendorf Mitte zur Heinrich-Böll-Gesamtschule geführt werden. Die Trasse soll sich dabei komplett östlich der Eisenbahnstrecke Oberhausen–Arnhem befinden. Auch diese Maßnahme ist in den ÖPNV-Bedarfsplan des Landes Nordrhein-Westfalen 2017–2030 angemeldet. Die Verlängerung der Straßenbahnlinie 112 nach Schmachtendorf ist im aktuellen Nahverkehrsplan vorgesehen. Jedoch hat die Verlängerung der Straßenbahnlinie 105 nach Oberhausen Priorität vor der Verlängerung der Straßenbahnlinie 112 nach Schmachtendorf.